# Sousàfon

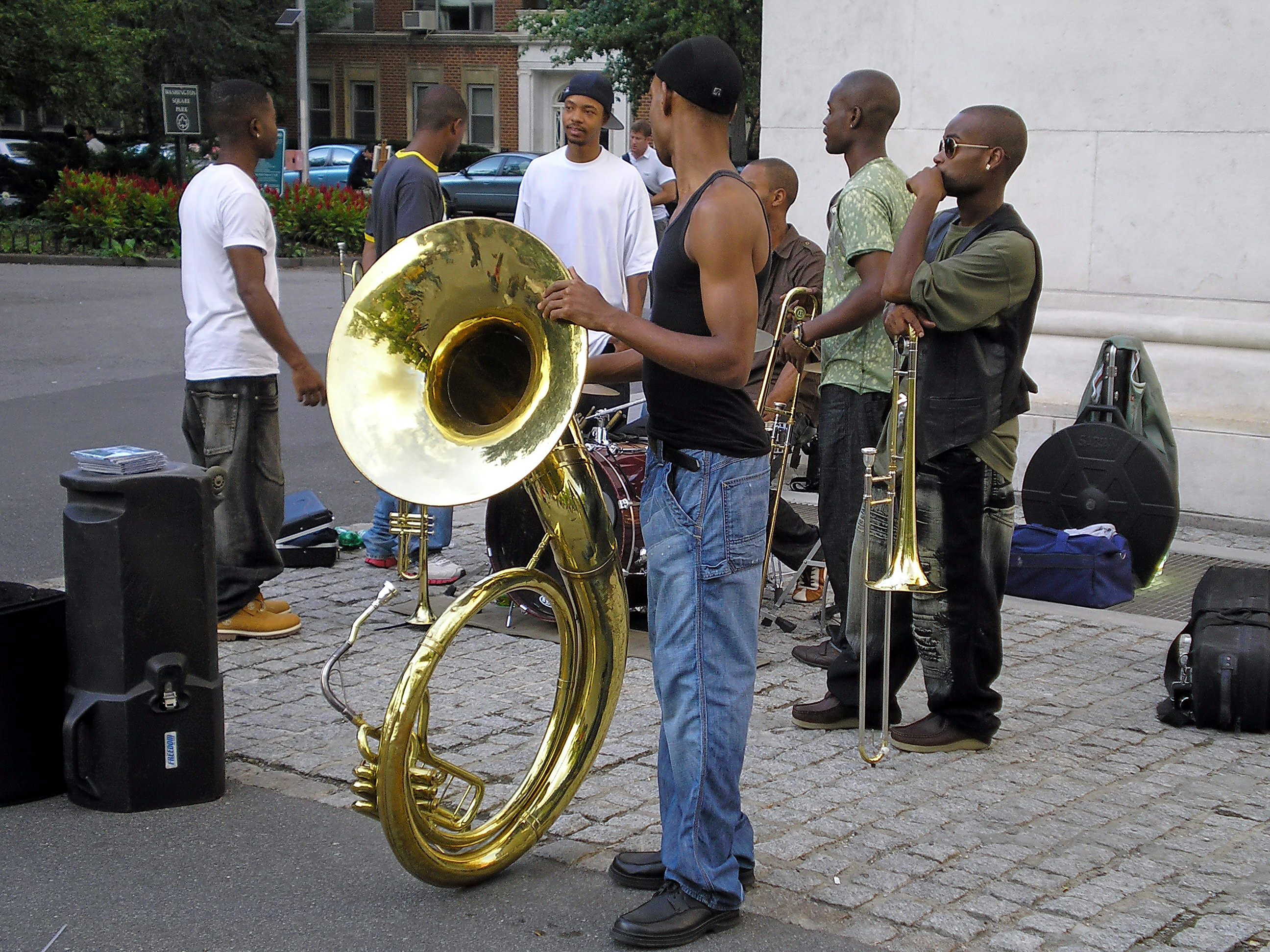
Sousafonista a Washington Square.

El sousàfon és un tipus de tuba semblant a l'helicó utilitzat normalment en les bandes populars, de marxes i militars. Rep el seu nom del famós compositor nord-americà de marxes i director de bandes John Philip Sousa, i va ser dissenyat per ser més fàcil de tocar que la tuba de concert, dempeus o marxant, així com per portar el so de l'instrument per sobre dels caps de la banda. Igual que la tuba, el so es produeix movent l'aire més enllà dels llavis, fent que vibrin o brunzin cap a un broquet gros amb forma de copa. A diferència de la tuba, l'instrument es doblega en cercle per adaptar-se al cos del músic; acaba en una gran campana acampanada que apunta cap endavant, projectant el so per davant de l'intèrpret. A causa de la facilitat de transport i la direcció del so, s'utilitza àmpliament en bandes de música, així com en diversos altres gèneres musicals . Els sousàfons es feien originalment de llautó. A partir de mitjan segle xx, alguns sousàfons també s'han fet de materials més lleugers, com ara fibra de vidre i plàstic.

## Història

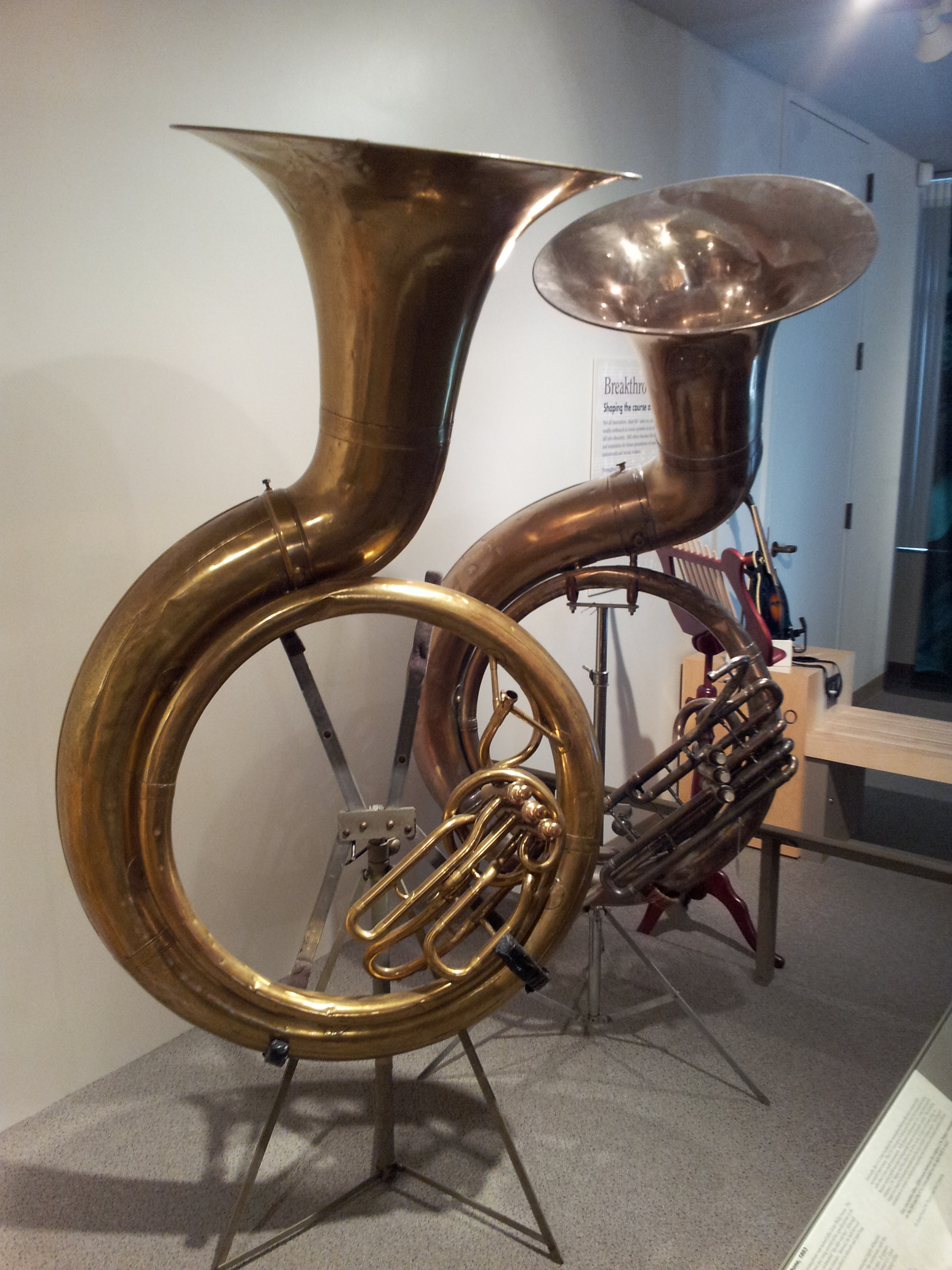
Sousafons de 1893 al Museu de la Música

El sousàfon va ser desenvolupat als anys 1890 per JW Pepper a petició de Sousa, que no era satisfet amb les tubes utilitzades per aquella època en la banda dels Marines. Algunes fonts atribueixen la creació a C.G. Conn, a causa del primer sousàfon que va construir més tard, el 1898.  Sousa volia un instrument semblant a la tuba que enviés el so cap amunt i per sobre de la banda, de manera molt semblant a una tuba de concert (vertical). El nou instrument tenia una campana sobredimensionada que apuntava cap amunt, en lloc de la campana direccional d'un helicon normal.
Els primers sousàfons tenien campanes verticals i avui se'ls coneix com a atrapapluja. Sousa volia una tuba que dirigís el so cap amunt i per sobre de la banda i que tingués un so càlid i ple, al contrari dels helicons, que eren direccionals.
El sousàfon es va desenvolupar inicialment com a instrument de concert més que no pas per marxar. Sousa volia el nou instrument per a la banda professional que va començar després de deixar els Marines, i aquesta banda només va desfilar una vegada. Sousa va utilitzar principalment sousàfons construïts per C.G. Conn. Tot i que està menys equilibrat sobre el cos de l'intèrpret que un helicon, a causa de la grossa campana espectacular, el sousàfon conservava el so semblant al de la tuba eixamplant significativament el forat i la gola de l'instrument. La campana vertical va fer que l'instrument fos anomenat atrapapluja. Algunes versions d'aquest disseny permetien que la campana també girés cap endavant, projectant el so a la part frontal de la banda. Aquesta configuració de campana va ser l'estàndard durant diverses dècades i és l'estàndard avui dia.
L'instrument va resultar pràctic per a les marxes, i el 1908 la Banda de Marines dels Estats Units el va adoptar.
A principi del segle xx es van desenvolupar versions amb la característica curvatura addicional de 90° amb la campana orientada cap endavant. Els primers sousàfons tenien campanes de 550 mm, amb campanes populars de 610 mm a la dècada del 1920. Des de mitjans de la dècada del 1930, les campanes de sousàfon s'han estandarditzat en un diàmetre de 650 mm. Alguns sousàfons més grossos (Monster, Grand, Jumbo, Giant o Grand Jumbo, depenent de la marca) es van produir en sèries limitades.

## Estructura
Avui en dia, el sousàfon és considerat com un instrument de vent metall amb vàlvules i amb la mateixa longitud del tub que altres tubes, però amb una forma diferent, ja que el pavelló es troba per sobre del cap de qui l'executa, les vàlvules es troben just davant del músic a pocs centímetres de la cintura, i gairebé tot el pes descansa sobre una de les espatlles. Així, el sousàfon es porta molt més fàcilment que una tuba de concert tradicional i sona igual que una tuba. El pavelló o campana es pot separar del cos principal de l'instrument per a facilitar-ne l'emmagatzematge.
La majoria dels sousàfons són afinats en si bemoll, i la partitura s'escriu en clau de Fa, encara que alguns són afinats en mi bemoll. Els sousàfons generalment porten una configuració de tres vàlvules, en comptes de les quatre que solen portar les tubes de concert modernes.

## Construcció

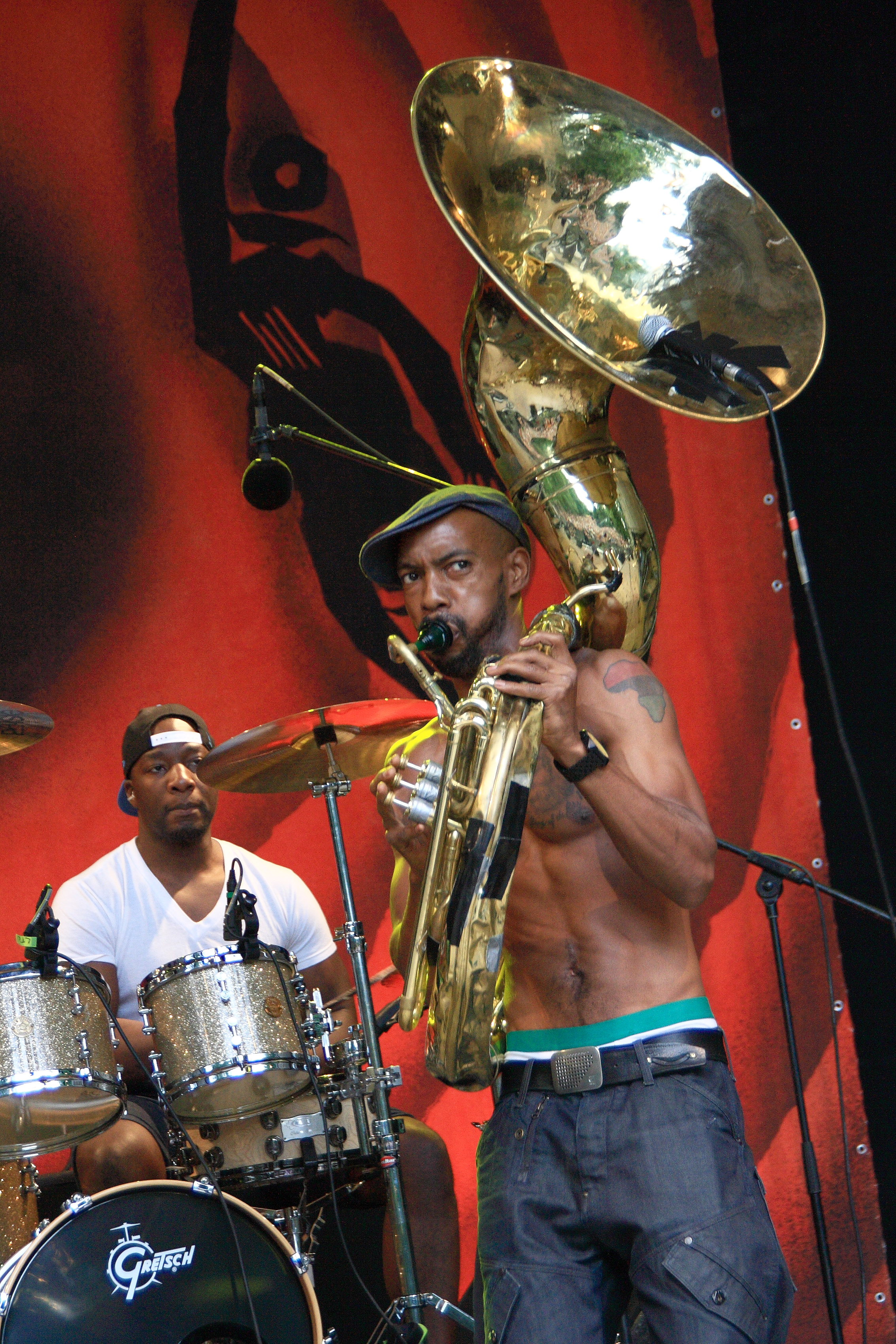
El sousafonista Tycho Cohran amb l' Hypnotic Brass Ensemble, al TFF. Rudolstadt 2012

Les vàlvules són directament davant del músic, lleugerament per sobre de la cintura, i tot el pes recau sobre l'espatlla esquerra.
Per simplicitat i lleugeresa, els sousàfons moderns gairebé sempre utilitzen tres vàlvules de pistó no compensadores en la construcció, en contrast directe amb la gran variació en nombre, tipus i orientació dels seus homòlegs de concert. Tant la tuba com el sousàfon són instruments de metall semicònics. Cap instrument de metall amb vàlvules pot ser completament cònic, ja que la secció central que conté les vàlvules ha de ser cilíndrica. Tot i que el grau de conicitat del forat afecta el timbre de l'instrument, de manera molt semblant a una corneta i una trompeta, o un bombardí i un trombó, el perfil del forat d'un sousàfon és similar al de la majoria de les tubes.
Per facilitar que el broquet sigui accessible a intèrprets de diferents altures o formes del cos, la majoria de sousafons contenen un coll de cigne desmuntable que sorgeix del tub de plom al costat de sobrevent de les vàlvules. S'hi insereixen una o dues broques lleugerament angulades (tubs curts) al coll de cigne i, a continuació, s'hi insereix el broquet a la broca terminal. Aquesta disposició es pot ajustar en alçada i angle de guinyada per col·locar el broquet còmodament als llavis de l'intèrpret.

### Materials

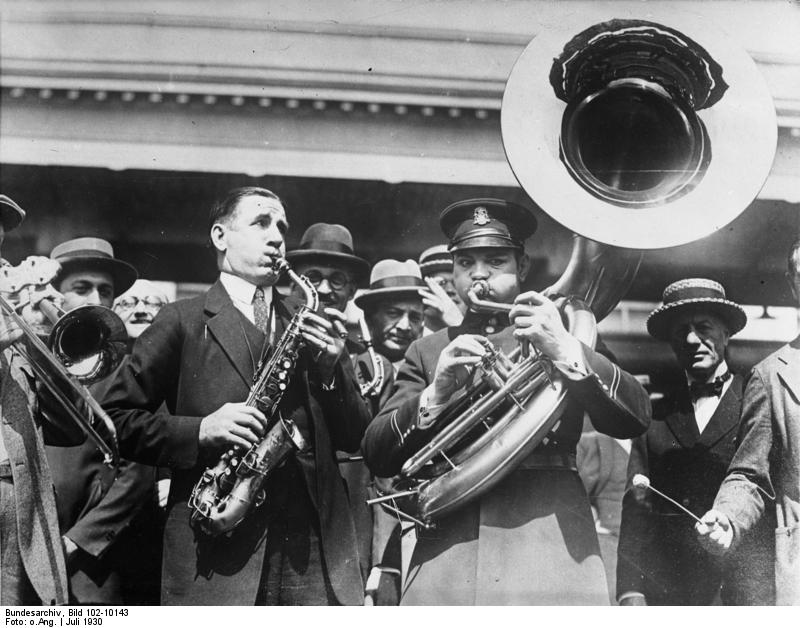
Intèrprets de saxòfon i sousafon en un festival benèfic a Chicago, juliol de 1930

La majoria dels sousafons es fabriquen amb làmines de llautó, generalment groc o platejat, amb opcions de bany de plata, laca i or, com molts instruments de metall. Tanmateix, el sousàfon també es fabricat amb fibra de vidre, més barat, durable i lleuger. Un sousàfon pesa  entre 8 i 23 kg.

### To
La majoria dels sousàfons moderns es fabriquen en la tonalitat de BB ♭ (Si bemoll greu) i, com les tubes (que es fabriquen habitualment en tons de BB ♭, CC, EE ♭ i F), la part de l'instrument s'escriu en To de concert, no es transposa per tonalitat per a un instrument específic. Tot i que els sousàfons poden tenir un rang més restringit que el tuba de concert (la majoria de sousàfons tenen teres vàlvules en lloc de quatre per reduir-ne el pes), generalment tots poden tocar la mateixa música i solen tenir les parts escrites en clau de fa i es toca l'octava indicada (a diferència del contrabaix o el baix elèctric que sonen una octava més baixa que la nota indicada). Molts sousàfons antics es tocaven en la tonalitat de Mi ♭, però la producció actual de sousàfons en aquesta tonalitat és limitada.

## Varietats
Tot i que la majoria dels principals fabricants d'instruments han fabricat, i molts continuen fabricant, sousàfons, com Conn and King. Els instruments de N. White són generalment acceptats entre els intèrprets com els estàndards contra els quals es jutgen altres sousàfons per la qualitat del to i la tocabilitat. Potser el sousàfon més apreciat mai construït és el de 18,6 mm model Conn 20K, introduït a mitjans de la dècada del 1930 i encara en producció. Alguns artistes, especialment aquells que troben el 20K massa pesat per marxar, prefereixen el petit de 27,4 mm Model King 1250, fabricat per primera vegada a finals de la dècada del 1920 i que encara es produeix com a model 2350. Històricament, els sousàfons Holton, York i Martin també s'han considerat trompes fines.
Diàmetre molt gran (>= 0,750 polzades); sousàfons (de 1 polzada), amb campanes de grans dimensions de fins a 81 cm  de diàmetre, van ser fabricades per Conn (Grand Jumbo [46K (3 vàlvules) i 48K (4 vàlvules)]) i King (Jumbo [1265 (versions de 3 i 4 vàlvules)] i Giant [1270 (3 vàlvules) i 1271 (4 vàlvules)]) a mitjans dels anys 20 i 30, i per Martin, York i Buescher, però van desaparèixer dels catàlegs durant la Depressió o a l'inici de la Segona Guerra Mundial . A causa del seu pes i cost, se'n van fabricar pocs i encara menys sobreviuen, especialment els models de 4 vàlvules.

### Fibra de vidre

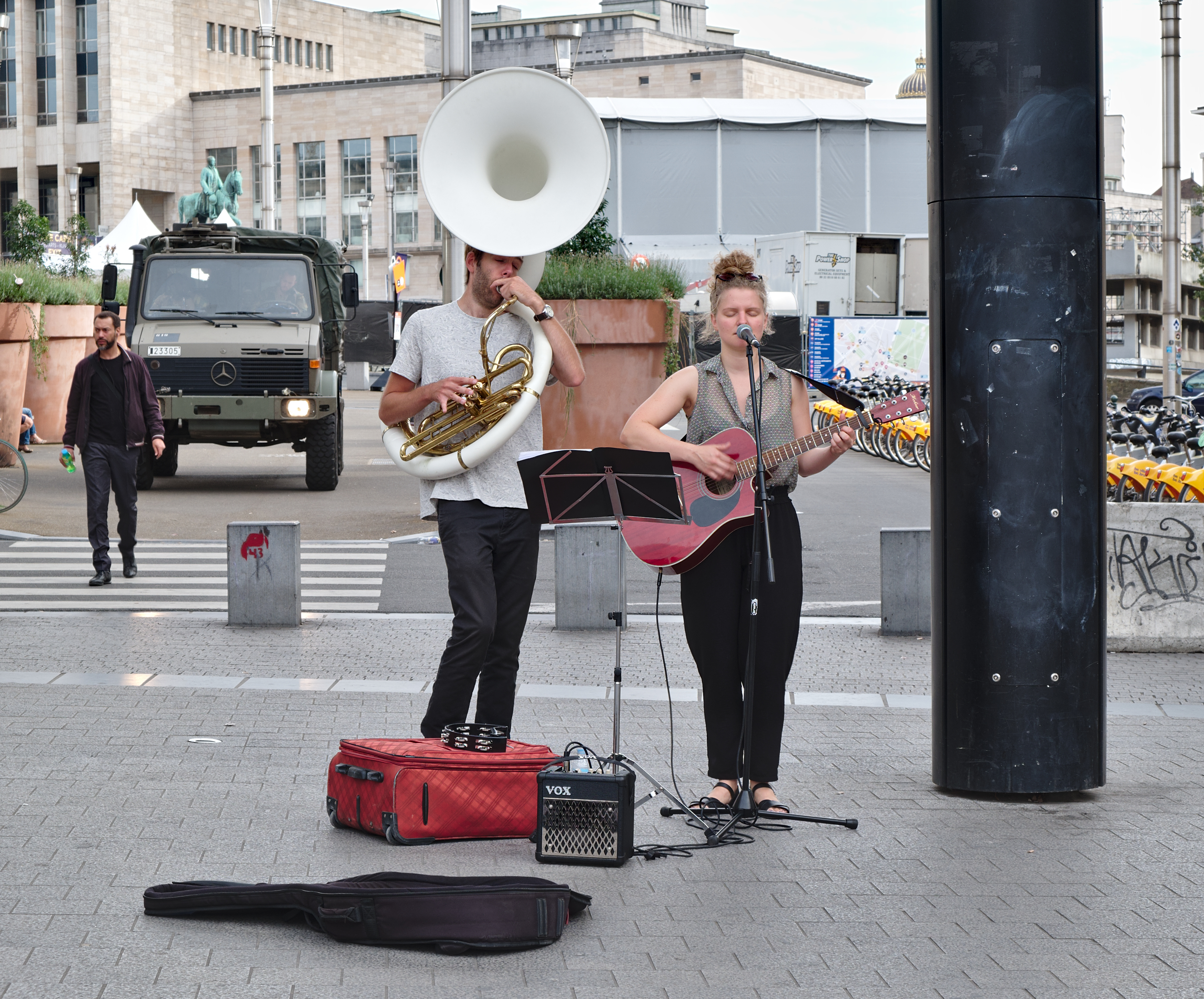
Artista de carrer tocant el sousàfon

Des del 1961, hi ha sousàfons fets de plàstic reforçat amb fibra de vidre en lloc de llautó; RMC-Reynolds va anunciar el seu nou instrument de 18 lliures aquell any (amb la marca Reynolds o Martin)  i el Conn's 36K de 16-3/4 lliures va debutar poc després. King va anunciar per primera vegada el seu nou model 1280 de 18-1/2 lliures el 1964,  igual que Holton amb el seu FG-122  i Selmer amb el seu instrument de divisió Buescher. Olds va anunciar per primera vegada un instrument de fibra de vidre el 1966.  Les versions de fibra de vidre serveixen principalment per a la marxa, i els instruments de metall s'utilitzen per a totes les altres ocasions. Els sousàfons de fibra de vidre es poden trobar habitualment en bandes de música més joves, com ara les escoles secundàries, a causa del seu pes més lleuger. Depenent del model, la versió de fibra de vidre no té un to tan fosc i ric com el de llautó (els sousàfons de fibra de vidre King tendien a tenir fibra de vidre llisa i un to una mica més semblant a un sousàfon de llautó; els sousàfons de fibra de vidre Conn sovint tenien exteriors de fibra de vidre rugosos i un so més prim; el Conn també és més lleuger).

### Vàlvules addicionals
A les dècades del 1920 i del 1930, els sousàfons de quatre vàlvules eren sovint utilitzats per músics professionals, especialment els sousàfons Mi ♭; avui dia, però, els sousàfons Si ♭de quatre vàlvules són rars i són apreciats pels col·leccionistes, especialment els fabricats per Conn, King (H.N. White), i Holton. Jupiter Company va començar la producció de sousàfons BB ♭ de quatre vàlvules a final dels anys 2000, i Dynasty USA també fabrica un sousàfon BB ♭ de quatre vàlvules. Es critica la quarta vàlvula d'un sousàfon pel pes addicional, tot i que la quarta vàlvula millora l'entonació i facilita la interpretació del registre greu.
A causa de la gran mida de la majoria de sousàfons, el registre subcontra (per al qual està pensada en gran part la quarta vàlvula) ja està cobert per ressonàncies alternes, conegudes com a tons falsos (vegeu l'article sobre tuba). Molts principiants no són conscients de les ressonàncies de fals to dels sousàfons perquè aquestes notes resideixen en el registre subcontra, al qual és gairebé impossible d'accedir per a la majoria de principiants. Alguns professionals desenvolupen una embocadura elevada per tocar aquestes notes amb seguretat. Aquí és on el llavi superior o inferior (segons l'intèrpret) ocupa la major part de la zona del broquet. L'embocadura proporciona gairebé el doble d'espai per a la vibració que el llavi simple (en comparació amb l'embocadura 50–50).

### Sousàfons no americans
Els sousàfons asiàtics fabricats a la Xina i l'Índia guanyen popularitat a les bandes de carrer. A Suïssa i al sud d'Alemanya, les bandes de Guggenmusik (música de carnaval) sovint utilitzen aquests instruments que ofereixen una gran exhibició i un to passable. La majoria estan afinades en Mi ♭ . Marques com Zweiss amb dissenys britànics més antics fabriquen sousàfons assequibles que han superat la barrera dels 500 €. Aquests són majoritàriament de mida mitjana de campana de 589 mm. Les marques xineses són majoritàriament models d'enginyeria inversa i força acceptables.

## Efectes especials

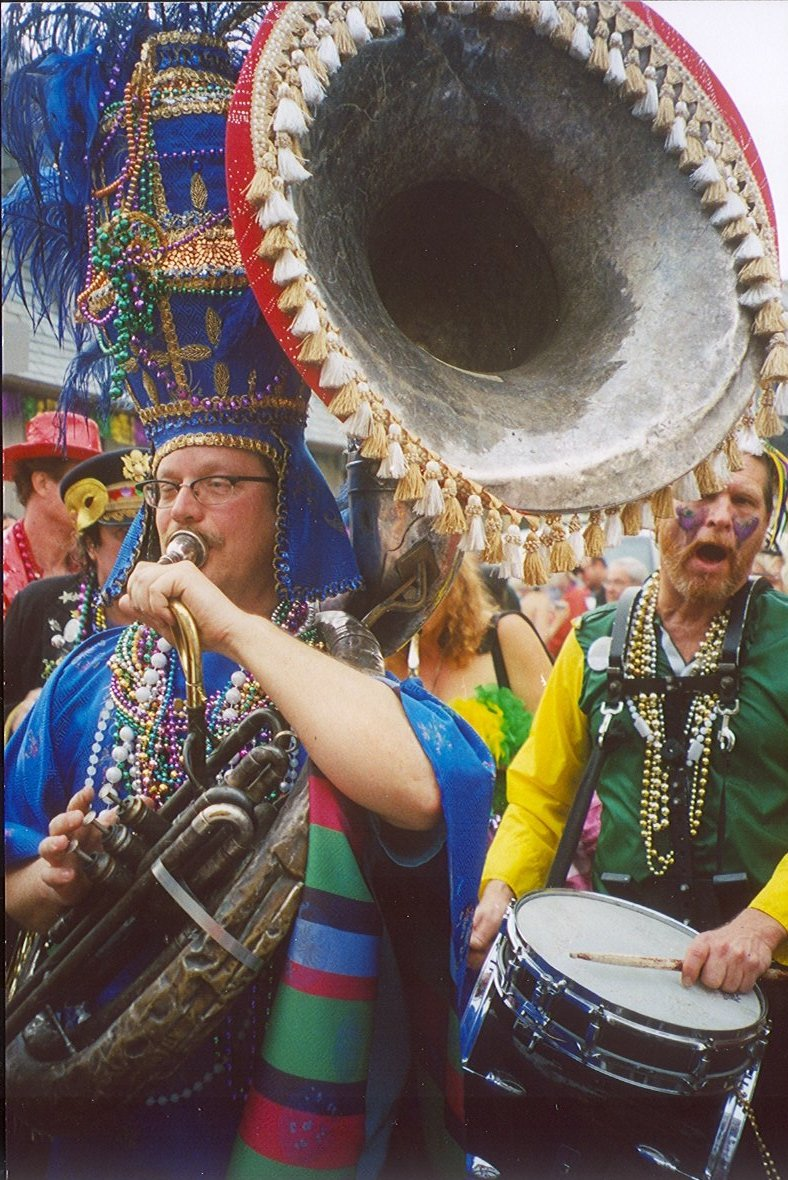
Intèrpret de sousàfon disfressat, Nova Orleans, dia del Mardi Gras de 2005

En les grans bandes de música dels Estats Units, la campana sovint es cobreix amb una tela ajustada, anomenada mitjó, que permet a la secció de sousàfons escriure el nom, les inicials o la mascota. La Banda júnio de Marxa de la Universitat Leland Stanford té la tradició de pintar la superfície frontal de les campanes de sousàfon amb una varietat d'imatges.
Els intèrprets de sousàfon també són coneguts per interpretar les tubes flamejants, en què s'encén paper flash a la campana, fent que sembli que el músic estigui respirant foc. David Silverman va desenvolupar un sousàfon de flama alimentat per propà amb una vàlvula de disparador per controlar una sèrie de dolls de flama a la part superior de la campana de la trompa. La Yale Precision Marching Band ha fet la tradició de calar foc a la part superior de les campanes dels sousàfons, fins i tot a la tardor de 1992, quan els sousàfons van servir com a espelmes d'un pastís de noces format per la banda quan dos antics alumnes de la banda es van casar. També utilitzen el que anomenen Überphone, un sousàfon que es va desmuntar del seu format enrotllat i es va soldar de nou en un marc de 3,6 metres per estendre's directament des de les espatlles del músic.

## Bandes de música universitàries
John Philip Sousa va ser un benefactor del programa de música de la Universitat d'Illinois i amic del director de bandes de la universitat , Albert Austin Harding . The Marching Illini es va convertir en la primera banda a marxar en un espectacle de mitja part de futbol americà, i va ser la primera banda a utilitzar sousàfons al camp.
Les seccions de sousàfons d'algunes bandes de música han desenvolupat tradicions d'actuació especialitzades. La secció de baixos de la Banda de Marxa de la Universitat de Califòrnia tradicionalment es pavoneja durant l'espectacle previ al partit de la banda. Durant el pavoneig, la secció se separa de la resta de la banda, envolta el pal de la porteria nord i es reuneix amb la banda per completar el Script Cal. Els sousàfons de la Banda de Marxa Trojana de la Universitat del Sud de Califòrnia toquen la Marxa Imperial de John Williams de Star Wars en fila índia quan creuen els carrers de camí a les actuacions al campus de la USC i en tornen.
La secció de sousàfons de la Fightin' Texas Aggie Band (anomenada Bass Horns dins de la universitat) executa una contramarxa de dos i quatre passos durant les actuacions de marxa. Durant les actuacions de migtemps, això s'acompanya (específicament per a l'última fila que consisteix en 12 trompetes greus) d'un huh! huh! del públic.
La Banda de Música Fightin' Blue Hen de la Universitat de Delaware té diverses tradicions que impliquen intèrprets de sousàfon. Durant la pre-partit, es desvinculen de la resta de la banda. Des d'aquí, els intèrprets de sousàfon corren en forma de serp pel camp saltant al ritme de la línia de tambor. A la majoria dels partits previs a les partides també representen un sketch. Després del partit, es toca In My Life dels Beatles amb un solo de sousàfon mentre la banda canta.

## Gèneres musicals

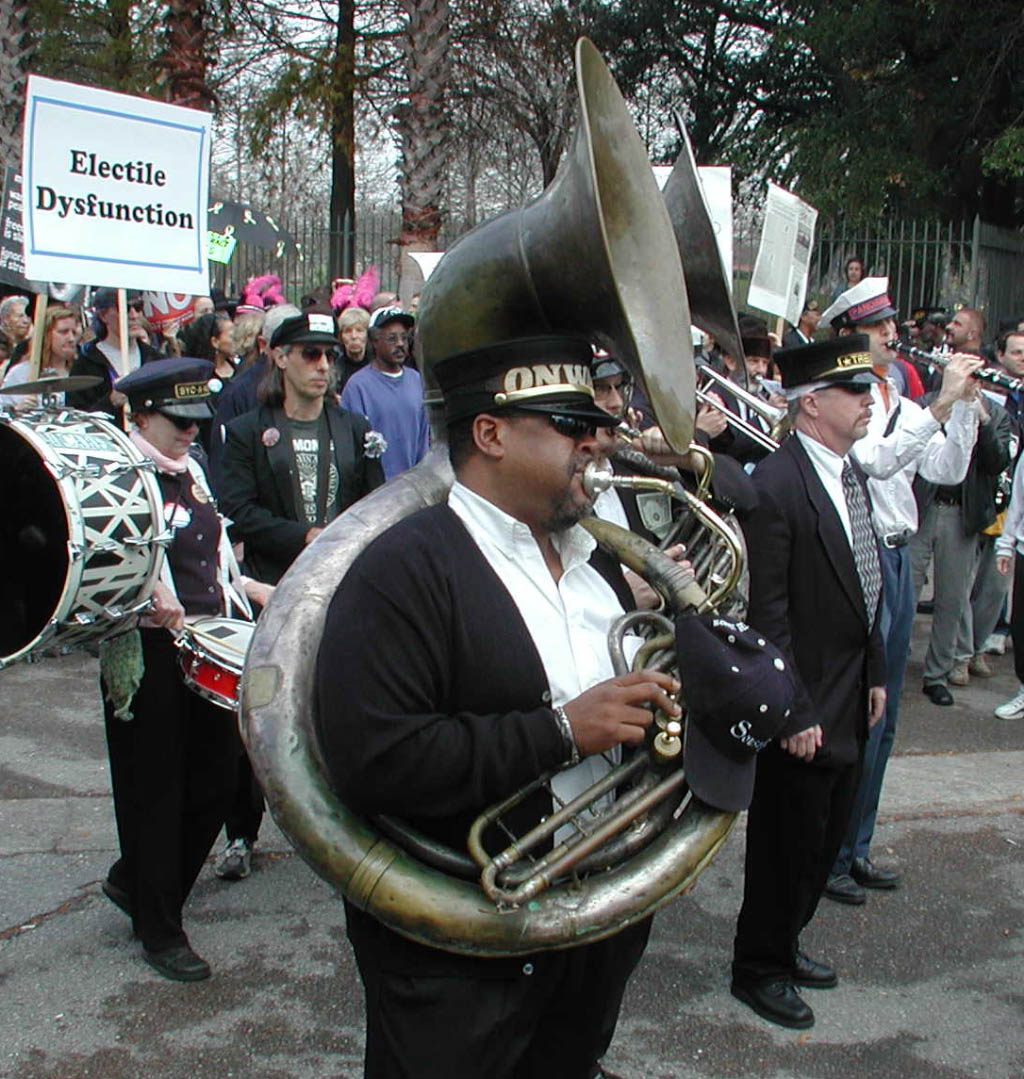
Esdeveniment " Funeral de Jazz per la Democràcia" a Nova Orleans

El sousàfon és un element important de la tradició de les bandes de música de Nova Orleans. Sinaloa, un estat de Mèxic, té un tipus de música anomenat Banda Sinaloense, i el sousàfon s'hi utilitza com a tuba.
Damon Tuba Gooding Jr. Bryson de The Roots va tocar el sousàfon a Late Night with Jimmy Fallon. Ara ho fa per a The Tonight Show Starring Jimmy Fallon. Nat Mcintosh és el intèrpret de sousafon i cofundador de la Youngblood Brass Band, que toca una barreja de música tradicional de banda de música d'estil Nova Orleans i hip hop.
La Lemon Bucket Orkestra, una banda canadenca que es descriu a si mateixa com a Balkan-Klezmer-Gypsy-Punk-Super-Party-Band, té un sousàfon.
A Israel hi ha una escena creixent de bandes de música que utilitzen el sousàfon com a baix, incloent-hi actes com Marsh Dondurma, Las Piratas Piratas i Pam Pah Orkestra.

## Instrumentistes destacats
Warren G. Harding, el 29è president dels Estats Units, era un intèrpret de sousafon que tocava prou bé com per unir-se a la banda que celebrava la seva elecció.
Jeanie Schroder de la banda DeVotchKa toca el sousàfon en diverses de les cançons de la banda.
Tuba Gooding Jr. (Damon Bryson) toca el sousàfon per The Roots .

## Galeria

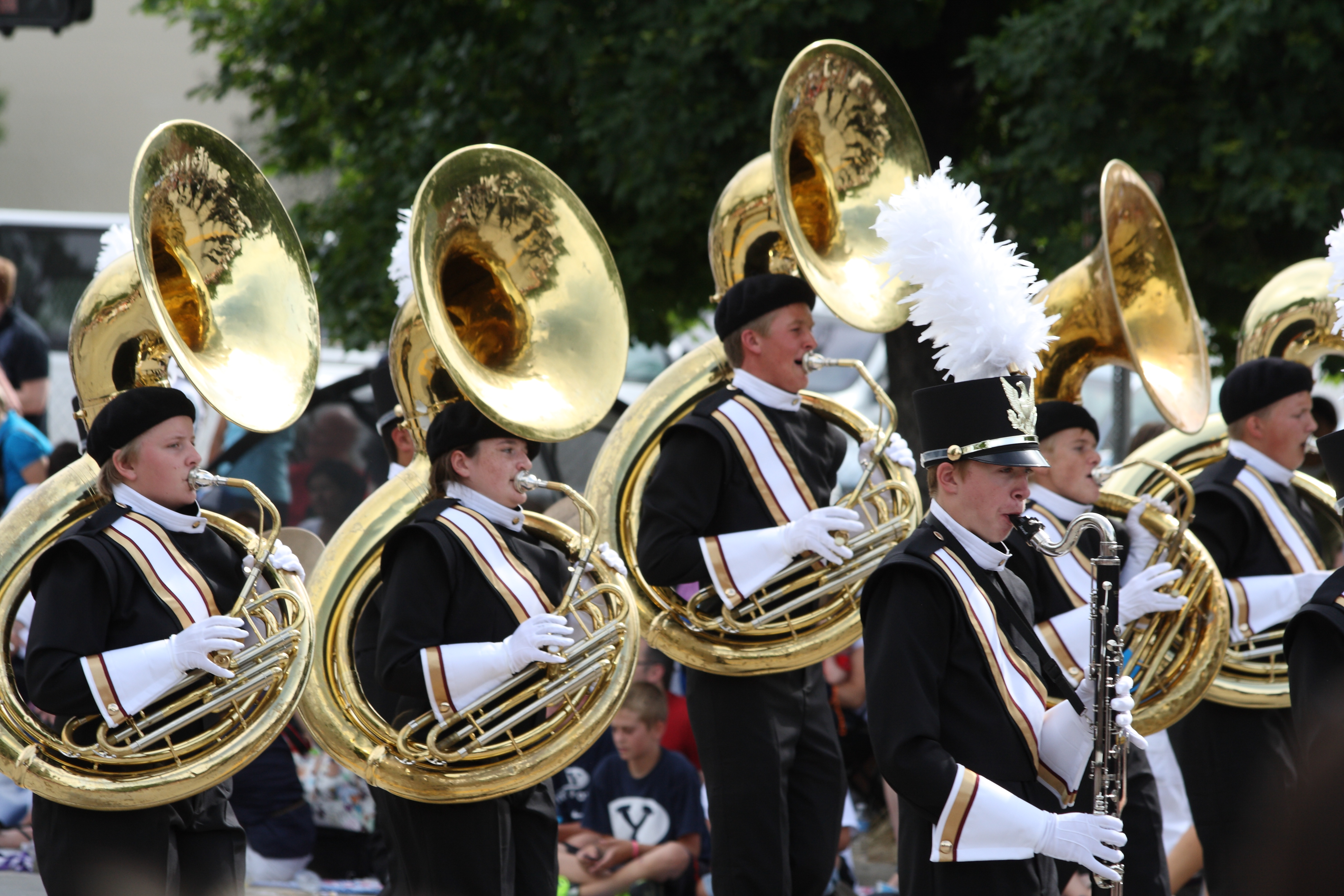
Sousafons tocats per la banda de música al Freedom Festival 2011
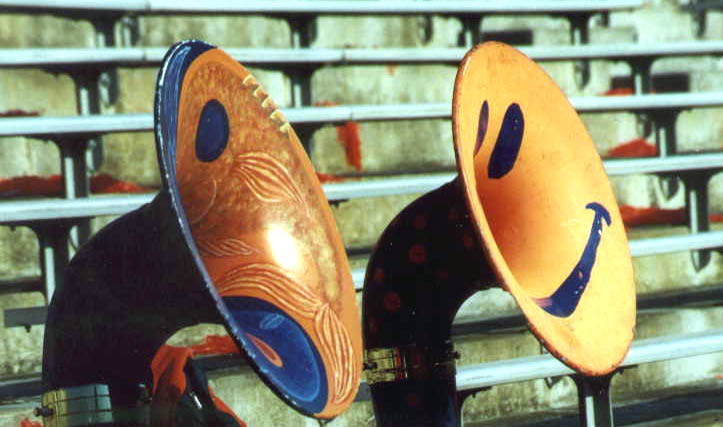
Campanes pintades de sousafons de la Virginia Pep Band